# Konai (cantor)
João Vitor Portela dos Santos (Taboão da Serra, 10 de junho de 2001), conhecido profissionalmente como Konai, é um cantor, compositor, e produtor brasileiro do gênero sad songs, atualmente pertencente a Sony Music. Konai foi um dos pioneiros das sad songs no Brasil, hoje se afirmando como um dos grandes artistas do gênero no país.

## Vida
Nasceu em  Taboão da Serra, mas foi criado em Campo Grande, no Mato Grosso do Sul.
Teve contato com a música desde tenra idade. Seu primeiro instrumento foi o violão, qual aprendeu a tocar através do padrasto que o ensinou.
Aos 14 participou da banda do colégio militar em que estudava tocando instrumentos de sopro e tocou música sertaneja por um tempo, recreativamente, em festas familiares,  até que com a internet conheceu outros gêneros musicais e criou sua própria expresão artística, fundando uma banda de Rock com seus amigos.
Pouco depois, em uma das escolas que estudou, conheceu o Rap e então o ritmo que canta atualmente, de Sad Songs, e se apaixonou, iniciando sua carreira pouco tempo depois, em 2017.
Além do violão, primeiro instrumento que aprendeu, ao longo dos anos em que dedicou-se a banda escolar militar aprendeu piano, teclado, saxofone, clarinete e trompete.
Em 2020 assumiu-se como pertencente ao grupo LGBT, sem revelar muito bem em qual sigla se encaixava. Além de não deixar explicitado, Konai falou abertamente sobre ter, por muito tempo, se culpado por não conseguir mudar, apesar de sua família sempre ter-lhe apoiado. Apesar de relatar as atribulações que passou até finalmente se assumir, quanto à música, Konai falou à época que não sofreu repressão dos fãs ou de outros cantores do gênero por se tratar de um seguimento onde os artistas sabem muito bem o que é discriminação e preconceito.

## Carreira
Inspirado no estilo de Emo Songs, e principalmente em Billie Eilish e XXXTentacion, começou a compor em 2016 e lançou suas primeiras músicas somente no ano seguinte, em 2017.
Seu primeito hit single foi "Te vi na Rua Ontem", uma das primeiras músicas lançadas por Konai em 2017 e que acumulou 65 milhões de plays nas plataformas digitais, sendo 37 milhões delas apenas no seu canal no Youtube. Outras músicas de grande destaque nesta fase da carreira também foram "Saudade" e "Oodal".
Com o sucesso de seus primeiros trabalhos, Konai teve de se mudar para São Paulo, onde enfrentou uma agenda mais complexa e realizou seus primeiros shows.
Em junho de 2019, já em São Paulo, apresentou o MTV Hits ao lado da cantora Ana Gabriela, onde também anunciou um de seus novos singles na época, intitulado como "Feitiço".
Intitulado pela crítica nacional como pioneiro das Sad Songs no Brasil, foi contratado pela Sony Music no começo de 2020 como uma nova aposta do mainstream adolescente. Na época da contratação suas músicas já contavam com mais de 250 milhões de plays nas plataformas digitais.
Após o contrato com a Sony Music, Konai lançou outros hits, desta vez produzidos por ele nessa gravadora e considerados como gravações profissionais de estúdio, como "Amenizar", "Delírio" e "Bêbados Apaixonados". Desde então Konai manteve suas raízes no Sad Songs, mas inclinava-se, cada vez mais, para o gênero pop, mesclando-os.

## Prêmios e Indicações
| Ano  | Prêmio      | Categoria       | Indicação | Resultado | Ref.   |
| ---- | ----------- | --------------- | --------- | --------- | ------ |
| 2020 | Gay Blog Br | POC Awards 2020 | Konai     | Indicado  | [ 14 ] |